# ショーシャンクの空に
『ショーシャンクの空に』（ショーシャンクのそらに、原題: The Shawshank Redemption）は、1994年に公開されたアメリカ映画。刑務所内の人間関係を通して、冤罪によって投獄された有能な銀行員が、腐敗した刑務所の中でも希望を捨てず生き抜いていくヒューマン・ドラマ。原作はスティーヴン・キングの中編小説『刑務所のリタ・ヘイワース（Rita Hayworth and Shawshank Redemption）』。監督・脚本はフランク・ダラボンが務め、彼の初監督作品でもある。主人公の銀行員アンドリュー・デュフレーン（アンディ）をティム・ロビンス、囚人仲間の調達屋エリス・レディング（レッド）をモーガン・フリーマン、悪徳な刑務所長サミュエル・ノートンをボブ・ガントンが演じ、他にウィリアム・サドラー、クランシー・ブラウン、ギル・ベローズ、ジェームズ・ホイットモアらが脇役として出演している。
ダラボンがキングから映画化権を購入したのは1987年であったが、着手したのはその約5年後であり、脚本を書くのに8週間掛かったという。キャッスル・ロック・エンターテインメント社に脚本を提出した2週間後、ダラボンは2,500万ドルの予算を確保して1993年1月に本作の製作を開始した。映画の舞台はメイン州だが、撮影のほとんどはオハイオ州のマンスフィールドで行われ、同地のオハイオ州立矯正施設(オハイオ州立少年院)跡がショーシャンク刑務所となった。当初アンディ役にはトム・ハンクスやトム・クルーズ、ケビン・コスナーなど、当時のスター俳優が検討された。音楽はトーマス・ニューマンが担当した。
公開当時は、ストーリーやロビンスとフリーマンの演技を中心に批評家たちから高い評価を受けたものの、興行収入は1,600万ドルに留まるなど興行的には失敗した。当時は『パルプ・フィクション』や『フォレスト・ガンプ』といった強力な競合作が存在したこと、女性の登場人物が少ない、タイトルが観客に分かりにくいなど多くの理由が、不振の原因として挙げられた。しかし、その後アカデミー賞で7部門にノミネートされ、劇場再公開や海外収益で最終的な興行収入は5,830万ドルに達した。
さらに全米で32万本以上のレンタルビデオが出荷され、賞へのノミネートや口コミにより1995年に最もレンタルされた映画作品となった。ターナー・ブロードキャスティング・システムが製作スタジオのキャッスル・ロックを買収したことで放送権を獲得し、1997年からターナー・ネットワーク・テレビジョン（TNT）で定期的に放映されるようになり、その人気はさらに高まった。現在では多くの人から映画史に残る傑作の一つとして認識されている。公開から数十年を経ても定期的に放送されており、様々なアンケートにおいて好きな作品、視聴者や著名人がインスピレーションを受けた作品として挙げられるなど人気を博している。2003年、スティーヴン・ジェイ・シュナイダーの『死ぬまでに観たい映画1001本』に掲載された。2015年には、アメリカ合衆国議会図書館によって、アメリカ国立フィルム登録簿に「文化的、歴史的、芸術的に重要な映画」として保存されることが決定した。

## あらすじ
1947年、メイン州ポートランド。
若くして銀行の課長を務める優秀な銀行員アンドリュー・デュフレーン （アンディ）は、妻とその愛人を射殺した罪に問われ、無実を訴えるも終身刑の判決が下り、劣悪なショーシャンク刑務所への服役が決まる。ショーシャンクでは、長年服役する「調達屋」ことエリス・ボイド・レディング（レッド）が、もう何度目かとなる仮釈放の審査を受け、更生したことを訴えるが、やはり却下される。レッドが落胆し部屋を出ると、アンディを含む新入りの囚人たちが護送されてくる。アンディら新入り達は、ノートン所長とハドリー主任刑務官から脅しを含めた刑務所の紹介をされ、その晩に取り乱した一人の新入りの囚人がハドリーから過剰な暴力を受けて死ぬ。
孤立していたアンディはやがてレッドに声をかけ、鉱物採集の趣味のため小さなロックハンマーを注文する。それをきっかけに二人は親しくなり始める。他方、アンディは荒くれ者のボグズとその一味に性的暴行を受け、常に生傷が絶えない生活が続いた。
1949年、アンディは屋根の修理作業中、ハドリーの遺産相続問題を知り、持ち前の財務経理の知識を駆使し作業仲間達へのビールと引き換えに解決策を提案する。ビールを手に入れ仲間達から尊敬される一方で、ハドリーら刑務官からも一目置かれるようになる。その後ボグズらがアンディを襲って全治1ヶ月の重傷を負わせるも、彼はハドリーに激しい制裁を受け囚人用の病院へと移送されていく。以後、アンディを襲う者はいなくなる。アンディが治療を終え自分の房に戻ってくると、レッドに注文していたリタ・ヘイワースの大判ポスターが退院祝いとして置かれていた。
アンディは図書係に配置換えとなり、50年も服役している年老いた囚人ブルックスの助手となる。だが、その本当の目的は所長や刑務官達の税務処理や資産運用をアンディに行わせるためであった。アンディは有能な銀行家としての手腕を発揮する一方で、名ばかりだった図書係としても精力的に活動を始め、州議会に図書館予算を嘆願する手紙を毎週送るようになる。
1954年、ブルックスに仮釈放の許可が下りるが、長年の刑務所生活の影響で塀の外の生活を恐れて取り乱す。アンディらに説得され、仮釈放を受け入れるが、結局、外の生活に馴染むことができず、絶望のあまり首を吊って死んでしまう。死の間際に送られた感謝の手紙を読み、アンディとレッドは肩を落とす。一方、アンディからの嘆願に根負けした州議会は、わずかばかりの寄付金と古書をショーシャンク刑務所に送ってくる。アンディは送られてきた荷物の中に『フィガロの結婚』のレコードを見つけ、それを勝手に所内放送で流したことで懲罰房送りとなる。その後、仲間達からレコードを流した理由を尋ねられ、アンディは「音楽と希望は誰にも奪えないものだ」と説明するが、レッドは「そんなもの（希望）は塀の中じゃ危険だ」と反論する。
1963年、アンディが州議会にさらに手紙を送り続けた結果、年度毎の予算まで獲得し、倉庫同然だった図書室は改築され、ブルックスの名を冠して囚人達の娯楽と教養を得る場となった。その頃所長は、囚人達の社会更生を図るという名目で、彼らを労働力として野外作業をさせ始め、裏ではそのピンハネや土建業者達からの賄賂を受け取り始める。そしてアンディは「ランドール・スティーブンス」という架空の人物を作り出し、その多額の不正蓄財を見事に隠蔽していた。
1965年、新たに入所したコソ泥の青年トミーは、すぐにレッドの仲間達と打ち解け、アンディも彼を気に入る。更生を望むトミーにアンディは文字の読み書きから勉強を教え始め、やがて高校卒業資格を申請するにまで至る。トミーはアンディの過去を知ると、その真犯人に心当たりがあることを話す。アンディは所長に再審請求したいと頼み込むが、優秀な経理担当者であると同時に不正蓄財を知っている彼を自由にさせる気のない所長は、アンディを懲罰房に入れ考えを改めるよう迫る。1ヶ月経っても折れないアンディに業を煮やした所長は、冤罪証明の鍵を握るトミーを脱走を企てたとして射殺してしまう。
トミーの死から1ヶ月後、アンディは再び不正経理を行うことを条件に懲罰房から出される。しかし、アンディの様子はどこかおかしく、メキシコのジワタネホの話をしたり、レッドに要領を得ない伝言を残す。レッドら仲間達はアンディが自殺を考えていると疑い、嵐の晩に心配が募る。
翌朝の点呼の際、アンディが房から消えていることが発覚する。所長やハドリーもアンディの房に向かい、リタ・ヘイワースからマリリン・モンローへ、そしてラクエル・ウェルチへと代替わりしていたポスターの裏の壁に大穴が開いていることを見つけ出す。アンディは約20年間ロックハンマーで壁を掘り続け、ついに1966年、脱獄したのだった。アンディはその足で銀行に向かいスティーブンスに成りすまして所長の不正蓄財を引き出すと同時に告発状を新聞社へ送り、難なくメキシコへ逃亡する。そしてアンディの告発状によってハドリーは逮捕され、所長は拳銃自殺する。
間もなくレッドは服役40年目にしてようやく仮釈放されるが、ブルックスと同様に外の生活に順応できない。彼と同じ悲劇への道を辿りかけるが、脱獄直前のアンディの謎の伝言を思い出し、牧草地が広がるバクストンへ向かう。そこで目印の樫の木の元に埋められたアンディの手紙を見つけ、それに従い、メキシコのジワタネホへ向かう。そして美しく青い海の浜で悠々自適の生活を送るアンディと再会し、喜びの抱擁を交わしたのだった。

## キャスト
アンディ・デュフレーン（Andy Dufresne） - ティム・ロビンス
1947年に妻とその愛人を殺害した罪で終身刑となった銀行員。
エリス・ボイド・“レッド”・レディング（Ellis Boyd "Red" Redding） - モーガン・フリーマン
アンディと親しくなる調達屋の囚人。
サミュエル・ノートン（Samuel Norton） - ボブ・ガントン
ショーシャンク刑務所の敬虔で残酷な所長。
ヘイウッド（Heywood） - ウィリアム・サドラー
レッドの仲間で、長期刑を受けている囚人の一人。
バイロン・ハドリー（Byron Hadley） - クランシー・ブラウン
残忍な主任刑務官。
トミー・ウィリアムズ（Tommy Williams） - ギル・ベローズ
1965年に強盗罪で投獄された青年の囚人。
ブルックス・ヘイトレン（Brooks Hatlen） - ジェームズ・ホイットモア
1900年代初頭から収監されており、図書係を務める老囚人。
ボグズ・ダイアモンド（Bogs Diamond） - マーク・ロルストン
「おネエ（the Sisters）と呼ばれる刑務所内のレイプ魔グループのリーダー。
上記以外に、アンディの裁判の検察官としてジェフリー・デマン、刑務官役としてネッド・ベラミーとドン・マクマナス、アンディの事件の真犯人の可能性があるエルモ・ブラッチ役としてビル・ボレンダー、アンディの妻をレニー・ブレイン（Renee Blaine）、その彼女の不倫相手であるゴルフインストラクターをスコット・マン（Scott Mann）、ハドリーに殴り殺された新米受刑者の一人ファット・アスをフランク・メドラノ（Frank Medrano）が演じている。また、ジェームズ・キシッキ（James Kisicki）とクレア・スレンマー（Claire Slemmer）は、それぞれメイン・ナショナル銀行の支店長と窓口係を演じている。

## 分析
本作はキリスト教神秘主義に基づいていると解釈されている。アンディは救世主としてキリストのような人物として描写されており、レッドは序盤において、彼は自分たちを包み込みショーシャンクから守ってくれるようなオーラを持つと表現している。アンディと何人かの囚人たちが刑務所の屋根を修理する場面は、アンディが12人の弟子（受刑者）のためにワイン（ビール）を手に入れるという最後の晩餐を模したものと見ることができ、フリーマンが彼らに説明するように、主がイエスを遣わせたと表現される。監督のダラボンは、これは意図した演出ではなく、観客たちが自分なりの意味を見出して欲しいと答えている。「フィガロの結婚」のレコードを見つけたことは、台本の中で聖杯を見つけたようなものだと表現されており、囚人たちが手を止め、病人たちをベッドから立ち上がらせている。
映画の前半においてノートン所長がアンディに自己紹介する際、「我は世の光だ（I am the light of the world）」とイエスの言葉を引用して自分がアンディの救世主であることを暗示するが、これは「光をもたらす者」であるルシファー（サタン）を示唆しているとも見れる。実際にノートンは、一般的なルールである法律に則るのではなく、自分が考えたルールや罰則を執行し、サタンのように自分自身を法としている。また、ノートンはリチャード・ニクソン元大統領とも比較される。彼の外見や公の場での演説はニクソンのそれを反映していると見られる。同様に、ノートンが聖職者のイメージを打ち出し、従順な大衆に対して聖人のように語りかけながら、裏では不正な詐欺行為を働いていたのも、ニクソンのそれである。
ジワタネホは天国あるいは楽園のようなものとして扱われる。劇中でアンディはここを「記憶のない場所（no memory）」と表現し、「平穏（peace）」を意味する太平洋（Pacific Ocean）において、罪は忘却や洗い流されることで、赦しを得ることができると語っている。ジワタネホに逃げる可能性は、アンディが妻の死に責任を感じたことを認めた後に初めて提示される。同様にレッドの自由は彼が自分自身を救うことも、自分の罪を贖うこともできないことを受け入れたときに初めてもたらされる。フリーマンはレッドの物語について、自ら贖罪を見つけたアンディとは異なり、彼は無実ではないため、これは救済の物語であると表現している。ジワタネホを（キリスト教的な意味の）天国と解釈するキリスト教徒の観客もいるが、善悪といった伝統的な概念に依らない、ニーチェ的な虚無と解釈することもでき、手に入れる過去の喪失は罪の赦しではなく破壊であり、アンディの目的は世俗的かつ無神論的なものであることを意味する。アンディをキリストのような人物と解釈するのと同じように教育と自由の経験によって脱出するのはツァラトゥストラのような預言者と見ることもできる。映画評論家のロジャー・イーバートは、本作を絶望的な状況に置かれた時に自尊心を維持するための寓話であると指摘した。アンディの誠実さは、それに欠けた刑務所内と対比されるストーリーラインの重要なテーマである。

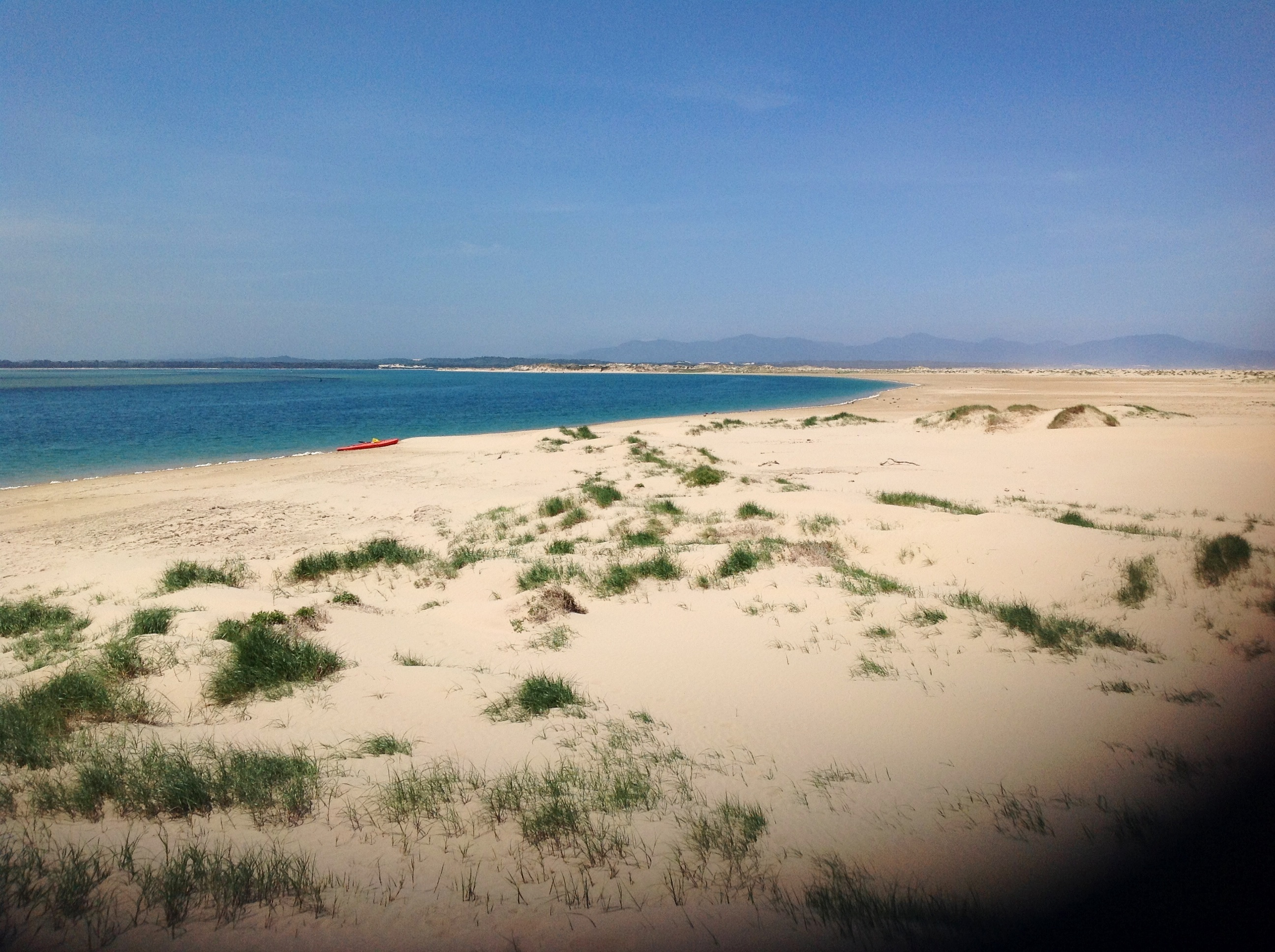
アンディとレッドの再会は米領ヴァージン諸島のセントクロイ島にあるサンディポイント国立野生生物保護区で撮影された。

ロビンス自身は、ジワタネホというコンセプトが観客の心に響くのは、人間関係や仕事、環境など、各々が長年過ごしてきた様々な「牢獄」から生き残った後に達成できる逃避行の形を表しているからだと指摘している。また、このような場所が存在することが重要だとも述べている。アイザック・M・モーハウスは、この映画が登場人物たちの人生観の違いによって、刑務所の中でも自由に振る舞える者や、自由であっても投獄されたりすることをよく表していると指摘している。哲学者のジャン＝ポール・サルトルは、自由とは注意と立ち直る力を要する継続的なプロジェクトであり、それがなければ他人や制度によって規定されてしまうと述べている。これは受刑者が自分の人生を規定するために刑務所に依存するようになる、というレッドの思想に表れている。アンディは、所内放送で音楽を流したり、資金洗浄を続けることを拒絶や反抗することで回復力を発揮する。
劇中の多くの要素は、映画が持つ力への賛辞とみることができる。例えば受刑者たちが映画『ギルダ』（1946年）を観るシーンがあるが、この場面はもともと『失われた週末』（1945年）の予定であった。作品が入れ替わったということは、このシーンの鍵は上映されている作品自体ではなく、映画の体験の方であり、男たちは現実から逃避することができるということを示唆している。このシーンの直後、アンディは映写室でボグズ一派に襲われ、フィルムリールを使って彼らを撃退する。そして映画の終わりにてアンディは映画のポスターで隠された壁の穴を通り抜け、独房、そしてショーシャンク刑務所からの脱出を果たす。
アンディとレッドの関係は他の映画ではあまり見られない男同士のノンセクシャルな物語だと評されており、例えば窃盗を働いたり、カーチェイスをしたり、あるいは異性関係を踏まえて友情が築かれたりはしない。哲学者のアレクサンダー・フックは、アンディとレッドの真の自由は、喜びやユーモアを共有できる友情だと指摘した。

## 製作

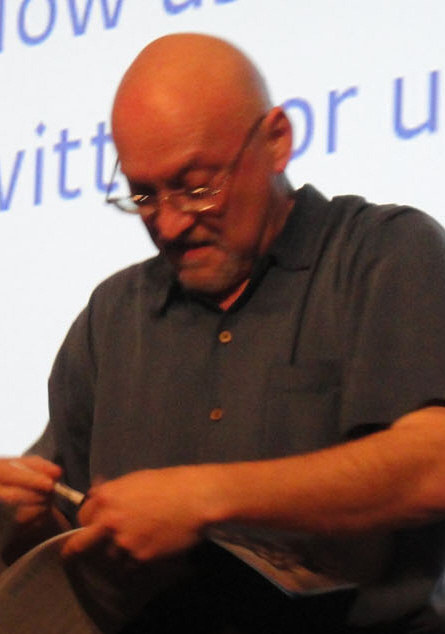
ダラボン監督（2011年）

### 企画・脚本
ダラボンとスティーヴン・キングの関係は、『312号室の女』の短編映画化の権利を1ドルで購入して1983年に製作したことから始まる。これは、新人監督が履歴書を作成できるように、キングが自身の短編小説の映画化権を1ドルで与えるものであった（ダラーディール）。1987年に『エルム街の悪夢3 惨劇の館』で職業脚本家として認められた後、ダラボンはキングに掛け合い、5,000ドル で1982年に出版されたキングの作品集『恐怖の四季』に収録されている96ページの小説『刑務所のリタ・ヘイワース』の映画化権を購入した。『恐怖の四季』は、キングの代名詞であるホラー小説以外のジャンルを開拓するものであった。キングは囚人仲間のアンディに思いを馳せるレッドに焦点を当てた作品がどのような長編映画になるのか皆目見当もつかなかったが、ダラボンは「自明なこと」と考えていた。キングはダラボンからの5,000ドルの小切手を換金せず、後には額に入れて、次のようなメモを添えてダラボンに返した。「もし保釈金が必要になったときのために。愛をこめて、スティーブン」。
その5年後にダラボンは8週間かけて脚本を書き上げた。彼は原作の要素を膨らませた。原作では老人ホームで死んでしまう脇役のブルックスは、最終的に首を吊る悲劇の人物になった。アンディの容疑を晴らせるにもかかわらず、所長との取引に応じてより良い刑務所へ移送されたトミーは、原作における複数の所長を主要な敵役として一人に統合したノートン所長の命令で射殺される形に翻案された。ダラボンはインスピレーションの源として、『スミス都へ行く』（1939年）や『素晴らしき哉、人生!』（1946年）などのフランク・キャプラ監督作品を挙げ、本作は刑務所映画というより、それらと同じほら話（tall tale）だと述べている。また、『グッドフェローズ』（1990年）を参考にして時間の経過を台詞で表現したり、ジョン・フランケンハイマー監督の刑務所映画『終身犯』（1962年）を参考にしたという。ロケ地を探していたダラボンは、同じく刑務所を舞台にした『ウォール・オブ・アッティカ/史上最大の刑務所暴動』のロケ地を探していたフランケンハイマーと偶然出会った。ダラボンは、彼が撮影の合間を縫って自分を励まし、助言してくれたと回顧している。
当時、刑務所が舞台の映画で高い興行成績は望めないと考えられていたが、脚本を読んだ当時のキャッスル・ロック・エンターテインメントのプロデューサー、リズ・グロッツァーは興味を持ち、キャッスル・ロックが『ショーシャンクの空に』の製作をしなければ辞職するとまで会社を脅した。キャッスル・ロックの共同設立者兼監督であるロブ・ライナーも脚本を気に入り、240万ドル から300万ドルを提示して自分が監督になろうとした。1982年のキングの短編小説『スタンド・バイ・ミー』を1986年に映画化していた経験を持つライナーは、アンディ役にトム・クルーズ、レッド役にハリソン・フォードを起用する計画を立てていた。
キャッスル・ロックは、ダラボンが構想を立てていた他の映画の資金調達をも申し出た。ロサンゼルスの貧しい出自であったダラボンは、このオファーを真剣に検討し、業界での自分の地位を高めることができると考えた。また、契約上は、キャッスル・ロックを辞めてライナーに映画を引き渡す可能性もあったが、後に2014年のバラエティ誌でのインタビューにおいて、「お金と引き換えに夢を先送りにし続けて、自分がやりたいことを一度もやらずに死ぬことはできない」と述べ、監督を続けることを選んだという。ライナーは、代わりにこのプロジェクトにおけるダラボンのメンターを務めた。キャッスルロックに脚本を見せてから2週間で、ダラボンは自分の映画を撮るための2500万ドルの予算を獲得し（また、75万ドルの脚本・監督料と純利益のパーセンテージを取る）、1993年1月にプリプロダクションが開始された。

### キャスティング

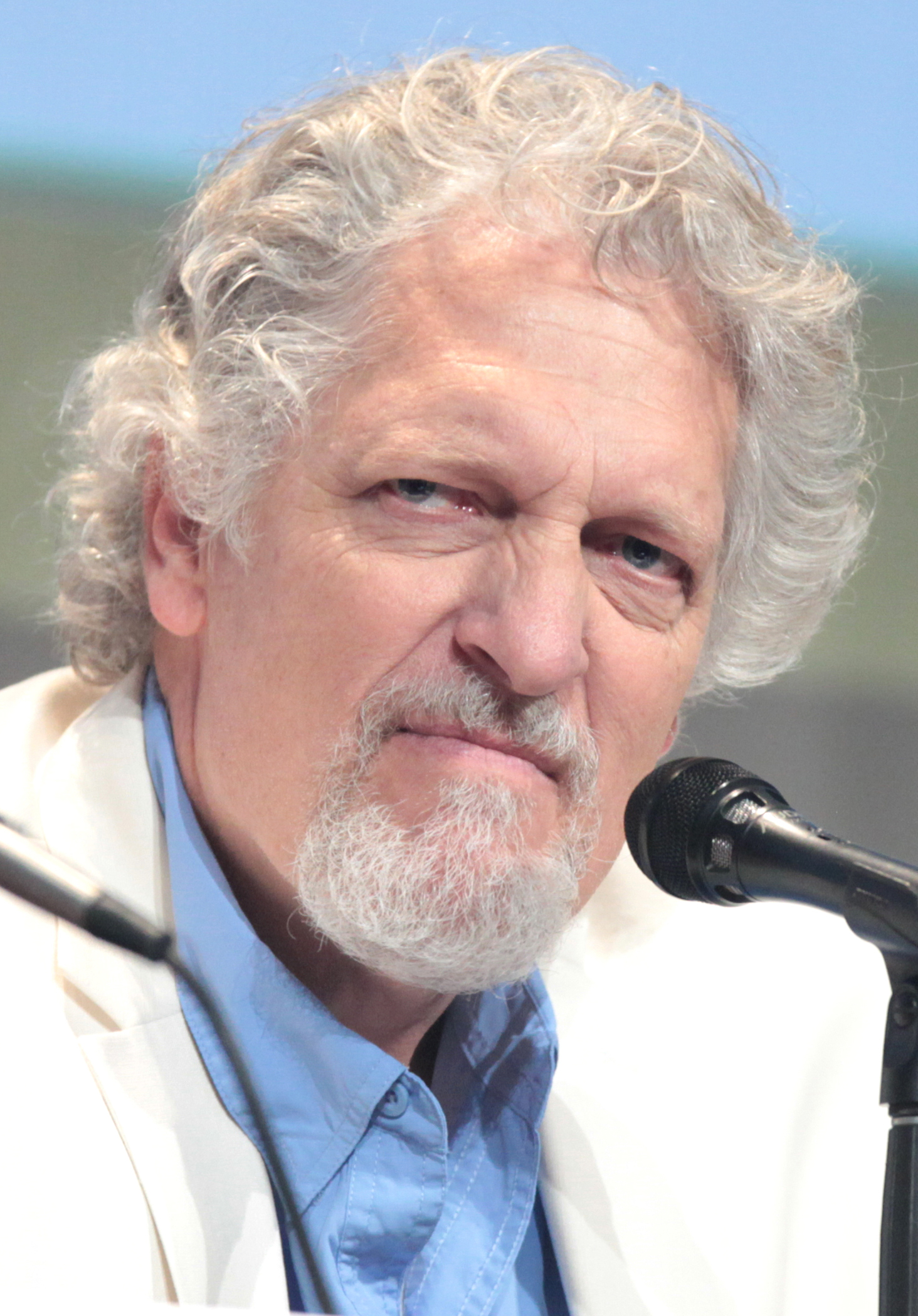
クランシー・ブラウン（2015年）

モーガン・フリーマンの起用は、「レッド（赤）」と呼ばれるアイルランド系白人の設定を無視したリズ・グロッツァーの提案によるものであった。劇中ではアンディから「なぜレッドと呼ばれるのか」と尋ねられたレッドが「アイルランド人だからかもな」と答えて、このエピソードを示唆するシーンがある。フリーマンは自分の役柄（囚人）について事前に調べないことを決め、この理由について述べている。「収監された人物を演じるのに、監獄についての特別な知識は必要ない。（中略）なぜなら男は変わらないからだ。ひとたびそのような状況に置かれれば、自分がなすべきことに従うだけさ」。ダラボンは別の刑務所ドラマ『ブルベイカー』（1980年）での脇役からフリーマンのことを知っていた。また、ロビンスは、ザ・エレクトリック・カンパニーの子供向けテレビ番組で彼を見て育ったために、役者として共演できることに興奮していた。
ダラボンは当初、自分が気に入っているジーン・ハックマンやロバート・デュヴァルなどの何人かの俳優をアンディ・デュフレーン役にキャスティングしようとしていたが、彼らは出演できなかった。他にクリント・イーストウッドやポール・ニューマンも候補に挙がっていた。トム・クルーズ、トム・ハンクス、ケビン・コスナーにもオファーがあったが、ハンクスは『フォレスト・ガンプ』、コスナーは『ウォーターワールド』の主演が決まっており、出演は見送られ、またクルーズは脚本の読み合わせに参加したが、経験の浅いダラボンの下で働くことを危惧し、辞退した。さらにジョニー・デップ、ニコラス・ケイジ、チャーリー・シーンも様々な段階で候補に挙がっていた。ダラボンは、1990年に公開されたサイコホラー『ジェイコブス・ラダー』でのティム・ロビンスの演技を見て、彼の起用を決めたという。ロビンスの出演が決まると、彼は『未来は今』で一緒に仕事をした経験のある撮影監督ロジャー・ディーキンスを使うようにダラボンに要求した。ロビンスは役作りのために動物園で檻の中の動物を観察したり、午後は独房で過ごして囚人や看守と会話し、手足を数時間拘束される経験もした。
当初、若い囚人のトミー役はブラッド・ピットであったが、『テルマ&ルイーズ』での成功により降板し （後釜は当時デビューしたばかりのギル・ベローズになった）、ジェームズ・ガンドルフィーニもまた強姦魔ボグス役を降板した。ボブ・ガントンがノートン所長役のオーディションを受けに来たのは、彼がまだ『デモリションマン』（1993年）の撮影中の時であった。ダラボンとプロデューサーのニキ・マービンは、ガントンがこの役にふさわしいことをスタジオに納得させるために、『デモリションマン』の撮影が終わった日に、ガントンにスクリーンテストを受けさせた。『デモリションマン』での役作りのため、髪を剃っていたガントンのためにカツラが用意された。ガントンは物語の進行に合わせてノートンの老いを表現するために、髪を灰色にすることを考えていた。彼はロビンスと一緒にスクリーンテストを行い、それをディーキンズが撮影した。出演が決定してから映画の序盤部分においては髪の毛が生え変わるまでカツラを使用していた。また、ダントンによれば、彼とロビンスの身長が同じであるがゆえに、アンディが看守（所長）のスーツを着用するプロットを設けたことをマーヴィンとダラボンが語っていたという。
バイロン・ハドリー看守長を演じたクランシー・ブラウンは、製作サイドから役作りの一環として元看守から話を聞く機会を与えられたが、もし自分の残忍なキャラクターがオハイオ州の矯正官からインスピレーションを受けたものだったということになれば良い話ではないと考え、断ったという。ヘイウッドを演じたウィリアム・サドラーは、1989年にダラボンが脚本を担当していたテレビシリーズ『ハリウッド・ナイトメア』の撮影現場において、彼が予定していた映画化作品への出演を打診されたと語っている。フリーマンの息子であるアルフォンソは、レッドの若い頃を写した顔写真や、アンディがショーシャンクに到着したときに「fresh fish」と叫ぶ囚人役でカメオ出演している。映画に出演したエキストラの中には少年院の元所長や元受刑者、近隣の収監施設の現役看守などがいた。また、原作の原題から勘違いし、リタ・ヘイワースという存在しない役のオーディションを受けようとした者も現れ、その中には女装した男性すらいた。

### 撮影

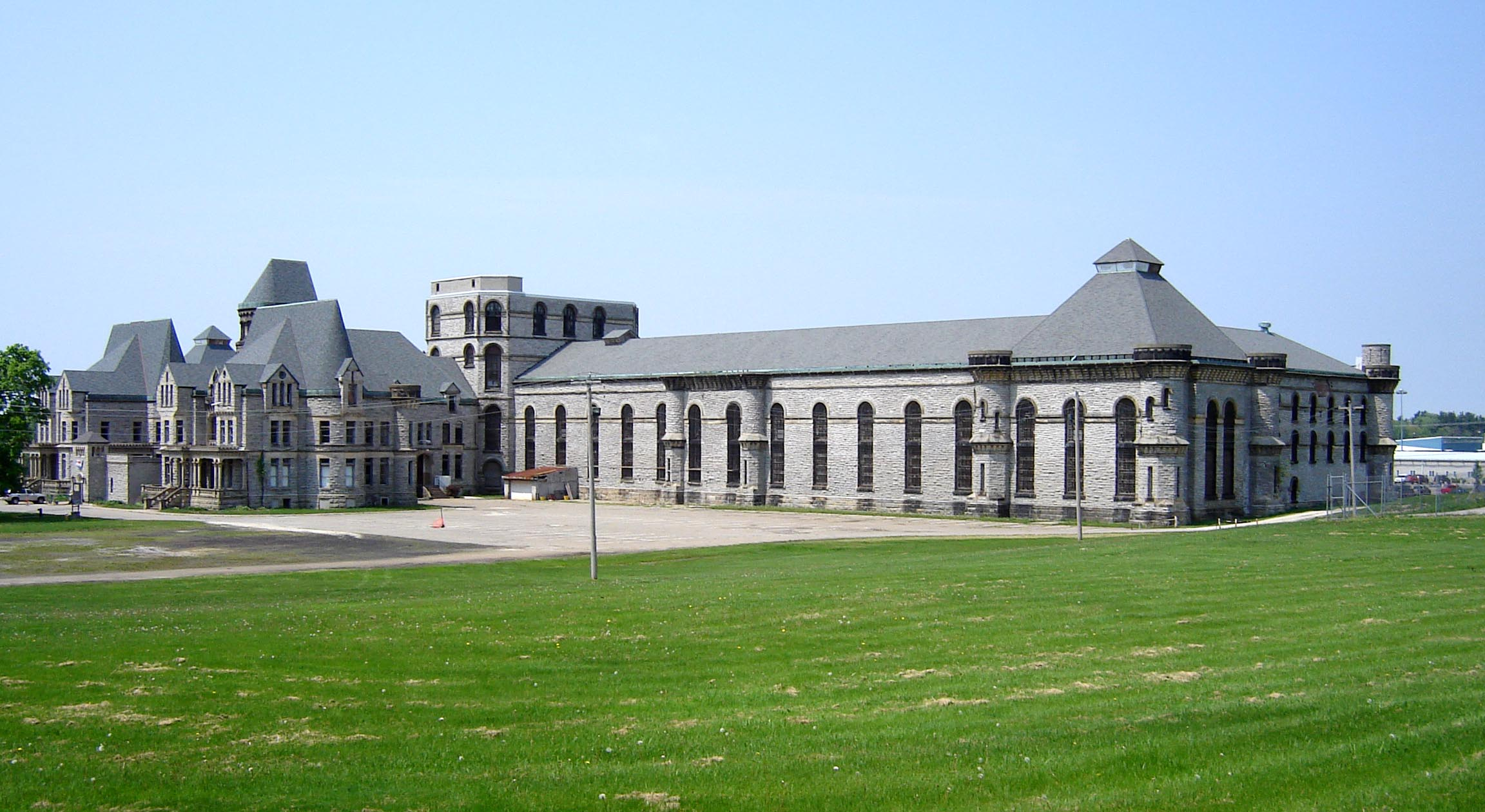
架空の刑務所「ショーシャンク」の舞台となった「オハイオ州立少年院」（通称：マンスフィールド少年院）。

2,500万ドルの予算で、1993年6月から8月までの3ヵ月間で主要な撮影は行われた。撮影は週6日、最大18時間労働が常態化していた。フリーマンは、「ほとんどの場合、キャストと監督の間に緊張感があった。監督との間で嫌なことがあったのを覚えているよ、何度かあったんだ」と、現場が張り詰めていたことを語っている。また彼は、ダラボンが何度もリテイクを重ねることを要求したことについても言及し、その各テイクに明確な違いなどなかったと自分は考えていたという。例えば、アンディがレッドにロックハンマーの調達を依頼するシーンでは撮影に9時間を要し、フリーマンは他の囚人役と一緒にキャッチボールばかりする羽目になった。何テイクも撮影したがために、翌日の撮影ではフリーマンは腕にスリングを巻いて挑むことになった。彼は時には追加の撮影を断ることすらあった。ロビンスもまた長時間の撮影がきつかったと語っている。ダラボンは「監督は俳優が何を必要としているかを測るために、自分の中にバロメーターを持つ必要がある」と、この映画製作において多くのことを学んだと述べている 。ダラボンはディーキンズとの間で頻繁に最も議論を交わしたという。ダラボンは良い景色のショットを好んだが、ディーキンズは刑務所の閉鎖的な感じを出すためにあえて外部を見せないようにし、そしてそれは広い景色のショットが使われたときに、より大きな効果を出すことを意図していた。
マーヴィンは5ヶ月かけてアメリカとカナダの刑務所のロケハンを行い、時代を超越した美的感覚を備え、完全に放棄されている場所を探した。これは現在も稼働中の刑務所で行うとすれば毎日何時間も必要な撮影をしなければならない複雑な作業と、それにともなうセキュリティ上の問題を避けるためであった。マーヴィンは最終的にメイン州にある架空のショーシャンク州立刑務所として、オハイオ州マンスフィールドにあるオハイオ州立矯正施設を選んだ。ゴシック様式の石とレンガでできた建物が特徴的だった。この場所は撮影の3年前の1990年に非人道的な生活環境を理由に閉鎖された施設であった。
15エーカーほどの少年院には自家発電所や農場もあったが、撮影後には管理棟と2つの独房棟を残して取り壊された。入所者用の部屋や所長室など、刑務所の専門施設の内部撮影のいくつかは、この少年院で行われた。仮釈放を受けたブルックスとレッドが使っていた下宿屋の内部も管理棟で撮影されたが、その外観は別の場所での撮影だった。刑務所の独房内のシーンは、近くのウェスティングハウス・エレクトリック社のシャッター工場内に作られたサウンドステージで撮影された。ダラボンは独房棟の構造を檻が向かい合わせの状態にしたかったために、独房のシーンのほとんどはこの専用セットで撮影されることとなった。ただし、トミーの回想で真犯人のエルモ・ブラッチが罪を認めるシーンは、実際の刑務所の、より狭い独房で撮影がなされた。また、マンスフィールドや隣のオハイオ州アッシュランドでも撮影が行われた。アンディがレッドへの手紙を埋める樫の木（ショーシャンクの木）は、オハイオ州ルーカスのマラバーファーム州立公園の近くにあった。これは2016年に強風で折れてしまった。

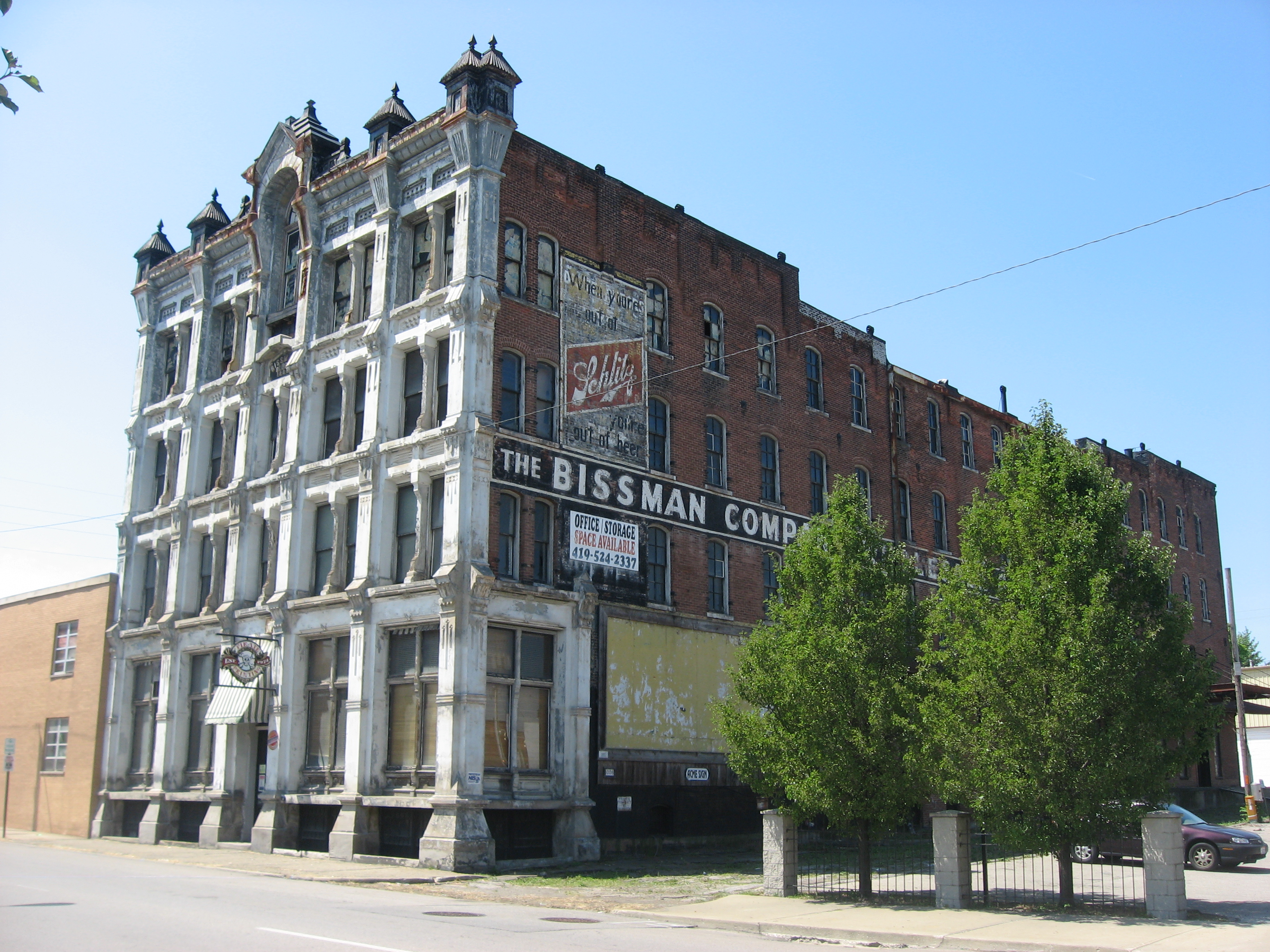
オハイオ州マンスフィールドにあるビスマン・ビルディングは、ブルックスや後のレッドが出所後に住む社会復帰訓練所として使われた。

オハイオ州の少年院がメイン州の架空の刑務所の代わりになったように、アンディとレッドが再会を果たしたメキシコのジワタネホの浜辺のシーンも、実際にはカリブ海にある米領ヴァージン諸島のセントクロイ島で撮影されたものであった。ジワタネホのビーチは、オサガメの保護を目的 としたサンディポイント国立野生生物保護区に指定されている。アパーサンダスキーでは、レッドと仲間の受刑者が『フィガロの結婚』を聞く刑務所の木工所（この木工所は現在「ショーシャンク木工所」と呼ばれている）のシーンや、ワイアンドット郡裁判所で行われた冒頭の裁判所のシーンが撮影された。その他の撮影場所としては、妻の浮気現場近くの森の中でアンディが待っていた所はマラバー・ファーム州立公園内のピュー・キャビンであり、オハイオ州のバトラーがメイン州のバクストンの代わりとなり、マンスフィールドのビスマン・ビルディングはブルックスが釈放後に滞在した社会復帰訓練所となった。
アンディが刑務所から脱出するシーンにおいて、彼が下水管に侵入する際、当初ダラボンは小型のロックハンマーを用いることを想定していたが、現実的ではないと判断し、拳大の石に変更された。劇中では「クソの川」と表現される下水管を通って脱出を果たす印象的なシーンが描かれるが、これは実際には水とチョコレートシロップとおがくずが混ざったものであった。その後、アンディが到着する小川は、制作のテレンス・マーシュによれば、科学者によって有毒だと判断されていた。このため、製作チームは、川を堰き止め、水深を深くし、部分的に塩素消毒も行なった。このシーンについてロビンスは、「映画をやっているときは、良き兵士になりたいと思うものだーー迷惑な存在にはなりたくない。だから、俳優として身体の健康や安全を損なうようなことをやってしまう」と語っている 。この脱出シーンは、本来はアンディが野原を抜けて列車に乗り込む、というもっと長くてドラマチックなものが予定されていたが撮影が一晩しかできなかったために、彼が水の中で勝利の喜びに浸るシーンに短縮された。ディーキンズは今まで自分が関わった作品の中で、このシーンを最も嫌いなものに挙げており、「光を当てすぎた」と述べている。この彼の自己評価についてダラボンは同意せず、限られた撮影スケジュールの中で、ディーキンズは時間をかけて正確に撮影したこと、そして何をどのように撮影するかを正確に決めなければならなかったと述べている。また、ダラボンは2019年のインタビューで、独房の壁の穴から出てくるロビンスの顔をクローズアップして撮影できなかったことを後悔していると述べている。
アンディが反抗的に所内放送で音楽を流すシーンにおいて、彼が音楽を止めるどころか大きくしたのはロビンスのアイデアである。劇中では囚人たちがリタ・ヘイワースが出演する『ギルダ』（1946年）を観るが、本来はアルコールの危険性を啓発するビリー・ワイルダーの『失われた週末』（1945年）のはずであった。これは、パラマウント映画から映像を調達するにはコストがかかりすぎるため、プロデューサーのニキ・マービンが『ショーシャンクの空に』の国内配給権を持つコロンビア ピクチャーズに働きかけ、受け取った低価格の作品リストに『ギルダ』があったためであった 。撮影は主に刑務所内とその周辺で行われたため、劇中の様々な時代を通して描かれるシーンは、ほぼ時系列に沿って撮影されている。これは俳優たちの実生活での人間関係と劇中の人間関係の進展に関連し、演技の助けとなった 。ダラボンは、アンディがレッドにメキシコへ行く夢を語るシーンは、最後に撮影されたシーンの1つであり、映画製作を振り返る上でも最も重要なシーンであったとコメントしている。また、わずか数テイクでこのシーンを完成させたロビンスとフリーマンにも称賛を送った。

### 撮影後
劇場公開された映画の完成版（ファイナル・カット）は142分で、撮影中にエイズで亡くなったダラボンの元エージェント、アレン・グリーンに捧げられた。最初の編集版は2時間半近くもあってグロッツァーが長いと判断し、レッドが投獄されてから刑務所に馴染むまでの長いシークエンスなど、いくつかのシーンがカットされた。このレッドのシーンに関してダラボンは、試写会では観客たちがレッドが成功しないことを確信していたために焦れていたようだったと述べている。他に時間の問題でカットされたシーンには、アンディの脱獄したトンネルを調査する刑務官の姿を映したものがあり、これはテンポが悪くなると考えられてカットされた。また、当初はアンディの犯行の様子を描いたコールドオープンで始まり、オープニングクレジット全体で彼の裁判の様子を描くというものであったが、より「パンチの効いた」オープニングにするために、これらのシーンは編集された。ダラボンが自己最高傑作と評した脚本上のある場面は、撮影スケジュールの関係で撮られることがなかった。そのシーンは夢を見ていたレッドがリタ・ヘイワースのポスターに吸い込まれ、太平洋の海岸で孤独で取るに足らない自分を発見して「恐ろしい、帰る方法がない（I am terrified, there is no way home.）」と言うものであった。ダラボンはこのシーンを撮影できなかったことを後悔しているという。
ダラボンのエンディングの当初の構想は、レッドがバスに乗ってメキシコ国境に向かう姿までで、その後の運命については曖昧なままであった。グロッツァーは、レッドとアンディがジワタネホで再会するシーンを入れることにこだわった。彼女によれば、ダラボンは「商業的で感傷的な（commercial, sappy）」エンディングと感じていたが、彼女自身は2人の再会を観客に見せたかったという。キャッスル・ロックはこのシーンを入れなくても撮影資金は出すことに同意し、最終的な決定権はダラボンに任せた。このシーンは当初アンディとレッドが初対面の時の台詞を復唱する長い再会の場面もあったが、ダラボンは「何てこった、俺たち可愛くない？（golly-gee-ain't-we-cute）」と言ってカットした。浜辺での再会は試写会の観客たちが気に入ったシーンだった。フリーマンとロビンスも、このシーンが必要な終わりをもたらすものだと感じていた。ダラボンは試写会の観客の反応を見た後、「私は思う。登場人物たちが長い冒険譚（サーガ）の末にたどり着く、不思議かつ高揚感を覚える場所だった……」と言い、このシーンを入れることを決めた。

### 音楽
本作は、トーマス・ニューマンが音楽を担当した。ニューマンは、本作は音楽がなくとも既に強い感情を引き出せているため、シーンを邪魔せずに、それを高めるような音楽を作曲することは難しいと感じていた。アンディがショーシャンクから脱出する際に流れる「Shawshank Redemption」は、もともと3音のモチーフであったが、ダラボンが「勝利感（triumphal flourish）」が強いとして単音のモチーフにトーンダウンするように要求したという。レッドが出所してからアンディが樫の木に残した手掛かりを発見するまでに流れる「Compass and Guns」はニューマンのお気に入りの曲の1つである。この曲は当初はオーボエのソロで書かれていたが、しぶしぶハーモニカを加えることにした。ダラボンによればハーモニカ奏者のトミー・モーガン（Tommy Morgan）は「最初のテイクで何気なく完璧なものを吹いてくれた」とし、それが完成した映画の中で使用されている。ニューマンの音楽はその後、何年にもわたって映画の予告編に使われるほどの成功を収めた。

## 公開

### 劇場
公開前に一般向けの試写会が行われた。その結果は「最高の出来」と評され、グロッツァーも「今まで見た中で最高の出来だった」と語っている。スタジオは『シャイニング』や『クージョ』といったパルプ・フィクション作品で知られる作家の映画を拒絶するかもしれない「より権威ある観客」を惹きつけたいため、スティーヴン・キングの名前を広告からほとんど省くことにした。
本作は月上旬にマンスフィールドのルネッサンス・シアターとトロント国際映画祭でプレミア上映された後、1994年9月23日に北米で限定公開された。第一週末の興行成績は33館で72万7,000ドル、1館あたりの平均興行収入は2万2,040ドルであった。公開初日の夜に観客が映画を観てくれているか様々な映画館を訪れるハリウッドの慣習があり、ダラボンとグロッツァーもまたシネラマ・ドームに行ったが、誰もいなかった。グロッツァーによれば、2人は実際に劇場の外でペア客に2枚のチケットを売り、もし映画が気に入らなければキャッスルロックに返金を求めることができると約束したという。批評家たちはこの映画を高く評価していたが、グロッツァーはロサンゼルス・タイムズ紙のつまらない批評が観客を遠ざけたと考えていた。1994年10月14日に944館で一般公開され、240万ドル（1館あたり平均2,545ドル）を稼ぎ出し、セックスコメディの『Exit to Eden』（300万ドル）に次ぐ週末の第9位、公開5週目の歴史ドラマの『クイズ・ショウ』（210万ドル）をわずかに上回る結果となった。1994年11月下旬、10週目で公開終了となり、約1,600万ドルの総興行収入であった。2500万ドルの製作費や、マーケティングや映画館への配給に掛かる費用も回収できず、興行的に大失敗であった。
本作はパルム・ドール賞を受賞して10月14日に公開された『パルプ・フィクション』（1億800万ドル）や、42週間の劇場公開で成功を収めている『フォレスト・ガンプ』（3億3000万ドル） の公開期間とも被っていた。この2作はどちらも映画史に残る作品となった。一般の観客がブルース・ウィリスやアーノルド・シュワルツェネッガーを主演とするアクション映画を好む傾向にあったことも、本作が商業的成功から遠ざけられた要因とみなされている。フリーマンはあの覚えられないタイトルは何だと非難し、ロビンスもまた「あの『シンクホンクの削減（Shinkshonk Reduction）』って映画はなんなの？」とファンから尋ねられたと回顧している。公開前から市場性のないタイトルではないかと懸念されており、いくつかの代替案も提案されていた。興行成績が悪かった原因としては、観客層を広げるための女性キャラクターが不在であったこと、刑務所映画が一般的に不人気であること、マーケティングが暗い雰囲気であったことなども挙げられている。
1995年1月にアカデミー賞の複数部門でノミネートされた後、2月から3月の間に再公開がなされ、さらに1,200万ドルを稼ぎ出した。本作は合計で北米の劇場で約2,830万ドル、他の市場から約3,000万ドル、世界全体で5,830万ドルを稼いだ。アメリカでは1994年公開映画の興行収入成績で51位となり、R指定映画としては21位の成績であった。

### 劇場公開後
期待外れの興行成績だったにもかかわらず、1995年にワーナー・ホーム・ビデオはビデオレンタルにあたって、リスクをよく承知した上でアメリカ全体で320,000本を出荷した。本作はこの年にレンタルされた作品の中で上位にランクインした。肯定的なおすすめ評やリピーター、また男女両方の視聴者に受け入れられたことが、この成功の要因だと考えられている。
テッド・ターナーのターナー・ブロードキャスティング・システムが1993年にキャッスル・ロックを買収したことで、本作のケーブル放送権は、テッド・ターナー傘下のTNTが獲得した。グロッツァーによると、興行成績が悪かったためにTNTは本作を非常に安く放送することができたが、それでもスポンサーには高額な広告料を請求できたという。映画は1997年6月から同局で定期的に放映された。テレビ放映は記録的な数字を叩き出し、興行成績が振るわなかった本作が文化的現象になった背景には何度も放映されたことが不可欠であった。ダラボンは「誰もこの映画のことを知らなかったのに、その年のアカデミー賞の放送では、この作品を7回も取り上げていた」と、アカデミー賞のノミネートが映画の成功の転機になったと考えている。1996年、『ショーシャンクの空に』の権利は、親会社のタイム・ワーナーとターナー・ブロードキャスティング・システムの合併に伴い、ワーナー・ブラザースに移った。
2013年までに本作は15のベーシックケーブルネットワークで放映され、この年の放映時間は計151時間を占めて『スカーフェイス』（1983年）に匹敵し、『ミセス・ダウト』（1993年）に次ぐ記録であった。Spike、Up、Sundance TV、Lifetime channelsの各チャンネルでは18歳から49歳までの成人を対象とした映画の中で、上位15％に入っていた。主に男性キャストで構成されているにもかかわらず、女性視聴者をターゲットにしたOWNネットワークでも最も視聴された映画であった。2014年のウォール・ストリート・ジャーナルは、興行収入、家庭用メディアの売上、テレビライセンスからスタジオが取るマージンを計算し、本作が推定1億ドルの収益を上げているとした。当時、ワーナー・ブラザース・ホームエンターテイメントの執行副社長兼ゼネラルマネージャーであったジェフ・ベイカーは、ホームビデオの販売で約8000万ドルを稼いだと述べている。本作のテレビライセンスの財務状況は不明だが、2014年にワーナー・ブラザースの現役および元幹部が述べるところによれば、本作が計15億ドルの価値を持つスタジオの過去作品群の中で最も価値の高い資産の一つだったとしている。同年、ガントンは10周年を迎えた2004年にはまだ6桁の残留金を得ており、公開から何年も経った今でも異例とされる「相当な収入」を得ていたと語っている。

## 評価

### 批評家

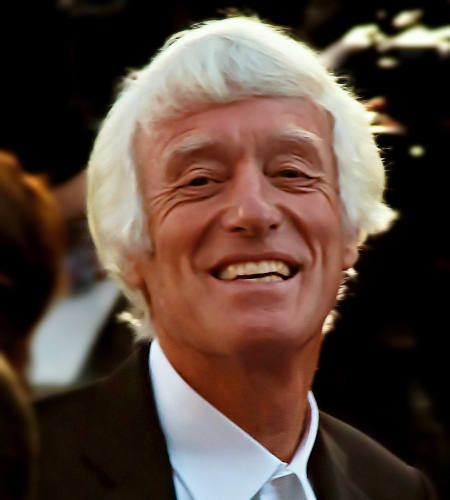
ロジャー・ディーキンスの撮影技術は批評家からも高く評価され、この功績により全米撮影監督協会による全米撮影監督協会賞を受賞した。

本作は概ね好評のうちに公開された。一部の評論家は本作を、『終身犯』『カッコーの巣の上で』『暴力脱獄』『第十一号監房の暴動』といった過去の刑務所ドラマ映画の名作と比較した。ジーン・シスケルは、『カッコーの巣の上で』のように、本作は威圧的な権力者を克服するための感情を揺さぶるドラマであったと述べている。
エンターテインメント・ウィークリー誌のオーウェン・グレイバーマンは、フリーマンが、レッドというキャラクターが実在し、「生活感がある（lived-in）」ように感じさせたと述べている。ニューヨーク・タイムズのジャネット・マスリンは、フリーマンを静的で印象的であったと述べる一方で、映画におけるレッドの役割がアンディを観察することに限られていたことを嘆いた。フリーマンの堂々たる演技がレッドを単なる観察者ではなく、より強い存在しているという。また、いかにレッドが刑務所の壁の中での生活に依存するようになったかの描写において、フリーマンの演技は特に感慨深いものであったと述べている。バラエティ誌のレナード・クラディはフリーマンが「印象的な（showier）」役を演じたことで、陳腐になることなく「自然な優雅さや品位」があったと評し、また、ワシントン・ポスト紙のデッソン・ハウは、フリーマンをコミカルで痛快な語り口の「達人」と評している。グロッツァーが興行失敗の原因になったとみなしたロサンゼルス・タイムズのケネス・トゥランの批評でさえ、フリーマンを称賛し、「楽々と演じているような巧みな演技が『ショーシャンク』をあたかも実話であるかのように見せている」と評した。
一方でロビンスの演技については、グレイバーマンは「饒舌な善人という、現代のゲイリー・クーパーというような役だが、（ロビンスは）アンディという役の説得力を観客にもたせられていない」と評した。逆にマスリンは、アンディという役は本来はもっと地味な役柄だが、ロビンスはこれに強烈な印象を残し、新米の囚人から年老いた父親のような存在へと変化していく様子を効果的に演じていると述べ、クラディは彼の「素晴らしく飾らず（中略）まさにぴったりで納得のいく滑らかな」演技がこの映画を支えていると評した。ハウは「フォレスト・ガンプが刑務所に入った」と表現して、誰もが簡単に魅了されてしまう「安っぽい救世主のような」キャラクターと言いつつ、ロビンスは物語を信じさせるのに最適な種類の無邪気さを醸し出していると述べた。ハリウッド・リポーターはフリーマンとロビンスの両方がそれぞれのキャラクターに個性を与え、重層的で優れた演技であったと評し、ローリング・ストーン誌のピーター・トラヴァースは2人が「紛れもなくパワフルで感動的な作品」を作り上げたと評している。ガントンとブラウンについては、クラディが「悪役として非常に説得力がある」と評したのに対し、ハウは「ガントンが演じる所長は、人を殺しながら宗教的美徳を説く陳腐なキャラクターだ」と反対意見を述べた。
マスリンは、本作を印象的な監督デビュー作と評し、驚くほどの愛情をもって穏やかな物語が綴られたとし、またクラディは、本作の唯一の失敗は、ダラボン監督が脇役に焦点を長く当て過ぎたり、副次的なストーリーを誇張しすぎた点だと指摘している。ハリウッド・レポーターは監督と脚本の両方が冴えていると評しつつも、その上映時間の長さを批判した。クラディは上映時間の長さとトーンは、ユーモアと予想外の出来事で緩和されているとはいえ、物語の主筋への魅力を弱めているとし、それでもストーリーは囚人たちの生来の人間性を魅力的に描いていると評している。グレイバーマンは、囚人たちを善人として描くために彼らの罪が見過ごされていることを嫌っていた。トゥランも同様に、過激な暴力やレイプシーンがあると感じたことや、囚人のほとんどが「明るくて心優しい男たち」に見え、刑務所での経験が「バラ色の光」に包まれているかのような演出に批判的であった。クラディは、本作を「称賛すべき、心に残るエンターテイメント」と要約し、小さな欠点を持つダイヤモンドの原石に例えたが、ハウは「複数のサブプロットが逸脱している」「謎を残すのではなく、アンディとレッドの再会を描いて物語を解決させてしまったことは迎合的だ」と批判した。シカゴ・サンタイムズ紙のロジャー・イーバートは、アンディが主人公ではなく、レッドがアンディをどう認識しているかを描いているからこそ、この物語は成立していると指摘した。
ディーキンスの撮影は高く評価されており、ハリウッド・レポーターは「不吉な前兆（foreboding）」「よく練られている（well-crafted）」と評し、トラヴァースは「獄中生活の日常的な苦悩が綿密に描かれている（中略）囚人たちの肌に染み付いた不満や怒りを感じ取ることができる」と評した。グライバーマンは、「苔むしたような暗さと湿潤なイメージは、肉感的であり、手を伸ばせば監獄の壁に触れることができるような錯覚を起こす」と背景の選択を称賛した。また、ハリウッド・レポーターはニューマンの音楽について「最高の瞬間に輝きを放つテクスチャ―と軽快なグレース・ノーツ（装飾音符）で光り輝き、この映画の主テーマをうまく象徴できている」と評し、クラディは、「陰鬱さと不条理のバランスがとれている」と評している。

### 栄誉
1995年の第67回アカデミー賞では、作品賞（ニキ・マーヴィン）、主演男優賞（モーガン・フリーマン）、脚色賞（フランク・ダラボン）、撮影賞（ロジャー・ディーキンス）、編集賞（リチャード・フランシス＝ブルース）、録音賞（ロバート・J・リット、エリオット・タイソン、マイケル・ハービック、ウィリー・D・バートン）、作曲賞（トーマス・ニューマン） と、スティーヴン・キング原作映画としては最多となる7部門にノミネートされたが、受賞には至らなかった。第52回ゴールデングローブ賞では、フリーマンが主演男優賞に、ダラボンが脚本賞にそれぞれノミネートされた。
ロビンスとフリーマンは、1995年に開催された第1回全米映画俳優組合賞の主演男優賞にノミネートされた。また、ダラボンは、1994年の全米監督協会賞（長編映画監督賞） と全米脚本家組合賞（脚色賞）にノミネートされた。ディーキンスは全米撮影監督協会による全米撮影監督協会賞を受賞し、プロデューサーのニキ・マーヴィンは全米製作者組合の1994年の全米製作者組合賞にノミネートされた。
日本では1995年度の外国語映画賞として高い評価を受けた。第19回日本アカデミー賞の外国語映画賞、キネマ旬報ベストテンの外国映画作品賞と読者選出外国映画監督賞、及び読者選出外国映画ベスト・テン第1位、毎日映画コンクールの外国映画ベストワン賞、報知映画賞の外国作品賞を受賞した。

## その後・影響

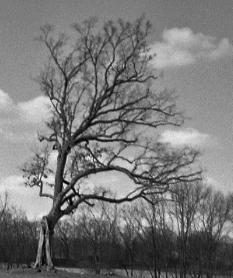
2011年に落雷で割れた後のショーシャンクの木。映画での役割から希望の象徴となった。

その後、ダラボンはキング原作の『グリーンマイル』（1999年）と『ミスト』（2007年）を監督して映画化した。2016年のインタビューでキングは、『ショーシャンクの空に』は『スタンド・バイ・ミー』と並んで自作映画化で最も好きな映画だと述べている。
アンディがレッドにジワタネホを案内するメモを残した樫の木は、劇中での希望の象徴という役割のままに、本作の象徴的なものとして扱われている（ショーシャンクの木）。2016年にニューヨーク・タイムズ紙は、この木には毎年何千人もの観光客が訪れていると報じた。2011年7月29日、落雷によって木が裂け、一部が損傷した。このニュースは全米のニュース番組や新聞、ウェブサイトで報じられ、遠くはインドでも報じられた。2016年7月22日頃に強風で完全に倒木し、2017年4月に伐採され片づけられることとなった。その跡はロックハンマーやマグネットなどと共に本作の記念品となった。
撮影後に完全に取り壊す予定 であった刑務所跡地は、観光名所となった。映画愛好家の集まりであるマンスフィールド少年院保存協会は、かつて少年院が運営されたり、映画撮影が行われた歴史的建造物としてこの場所を維持することを引き受けた。2019年の報告書によると、この施設は年間1600万ドルの収益を上げていると推定される。ここには多くの部屋や小道具が保存されており、中にはアンディが脱出の際に通った排水管のセット や2011年に破損したショーシャンクの木の一部などもある。周辺地域にもファンが訪れ、地元企業が刑務所の形を模した「ショーシャンクウィッチ」やブンド型ケーキなどを販売している。マンスフィールド／リッチランド郡観光局（後にデスティネーション・マンスフィールドと改称）によれば、本作が公開されてからこの地域を訪れる観光客は年々増加傾向にあり、2013年には18,000人の観光客が訪れ、300万ドル以上の地元経済効果をもたらしたという。2019年現在、デスティネーション・マンスフィールドは、マンスフィールド、アシュランド、アッパーサンダスキー、セントクロイの各地域で、映画に関連する場所を中心に15カ所の停留所がある「ショーシャンク・トレイル」を運営している。このトレイルは、2018年に1,690万ドルの収益を上げた。
2014年8月下旬に、映画20周年記念として、ルネサンス・シアターでの上映会や特定の撮影場所を巡るバスツアー、少年院建屋でのカクテルパーティーといった一連のイベントが開催された。このイベントには、ガントン、スコットマン、レニーブレイン、ジェームズ・キシッキなどの出演者たちも参加した。同じく2019年8月には25周年が祝われた。この時にはダラボン、ブレイン、マン、ガントン、アルフォンソ・フリーマン、ベローズ、ロールストン、クレア・スレマー、フランク・メドラノ がゲスト参加した。このイベントでマンスフィールドに始めて再訪したダラボンは、初めて映画の永続的な影響を実感できたと述べ、次のようにコメントした。「何年も経ってから再訪し、人々がまだこの映画のことを話しているのはとても（実感がわかないほど）素晴らしく思う（very surreal feeling）」。

### 現代の評価
現代のレビュー集計サイトにおいては、「Rotten Tomatoes」では75件の批評家のレビューを基に91%の支持を獲得しており、平均評価は8.24/10となっている。同サイトの批評コンセンサスでは「『ショーシャンクの空に』は、繊細な演出と優れた演技力を兼ね備えた、高揚感と非常に満足の行く刑務所ドラマである」としている。また、Metacriticでは、20人の批評家を基に100点満点中80点の加重平均スコアを獲得しており、「おおむね好意的な評価」としている。
1999年に映画評論家のロジャー・イーバートは「素晴らしい映画」の中に本作を選んだ。また、アメリカン・フィルム・インスティチュート（AFI）が主催する映画作品やそれに関連する様々なトップ100にノミネートされたり選ばれており、1998年の「アメリカ映画ベスト100」ではノミネート、2007年の改訂版「アメリカ映画ベスト100（10周年エディション）」では、競合作であった『フォレスト・ガンプ』（76位）や『パルプ・フィクション』（94位）を抑えて72位に選ばれた。これら以外に選ばれたものは以下の通り。
- 感動の映画ベスト100（2006年）[119] - 23位
- アメリカ映画100年のヒーローと悪役ベスト100（2003年）[120] - アンディとノートン所長がそれぞれノミネート
- アメリカ映画主題歌ベスト100（2004年）[121] - フィガロの結婚
- 映画音楽ベスト100（2005年）[122] - ニューマンの楽曲
- アメリカ映画の名セリフベスト100（2005年）[123] - 「Get busy livin', or get busy dyin'（必死に生きるか必死に死ぬか）」

2005年、全米脚本家組合は、本作におけるダラボンの脚本を「101の偉大な脚本リスト」の22位に挙げ、2006年にはFilm4が「死ぬまでに見るべき50の映画」において13位に挙げた。2014年にはハリウッドに拠点を置くエンターテインメント業界のメンバー2,120人を対象とした調査において、4番目に好きな映画に選ばれた。特にこの業界の弁護士が最もこの映画を好んでいた。2017年にはデイリー・テレグラフが史上17番目に優れた刑務所映画に選出し、USAトゥデイは史上最高の映画50本のうちの1つに本作を挙げた。2019年、GamesRadar+は、エンディングが史上最高の作品の一つとして本作を挙げた。
本作は他にも1990年代の最高映画に選ばれており、例えばペーストとニュー・ミュージカル・エクスプレス（2012年）、コンプレックス（2013年）、CHUD.com（2014年）、MSN（2015年）、TheWrap とマクシム、ローリング・ストーン（2017年） がある。

### 文化的影響力
2014年11月、映画芸術科学アカデミーは本作の公開20周年を記念して、カリフォルニア州ビバリーヒルズのサミュエル・ゴールドウィン・シアターで一夜限りの特別上映会を実施した。2015年、本作はアメリカ議会図書館によって、「文化的、歴史的、芸術的に重要」として、アメリカ国立フィルム登録簿に登録されることになった。これを受けてダラボンは「『ショーシャンクの空に』が我が国の映画遺産の一部と見なされるようになったことに、これ以上の名誉はありません」とコメントしている 。バラエティ誌は「ショーシャンク」という言葉を使えば、刑務所のイメージが即座に伝わると述べている。
この映画に対する、多大で不朽な世間の評価は、評論家たちが明確化することは難しいことが多い。フリーマンはインタビューにおいて「どこに行っても「『ショーシャンクの空に』は今まで観た映画で最高だ」と言われる」と語り、またそうした称賛は「彼ら自身の内より出てきたものだ（誰かの評価の受け売りではない）」と述べている。またロビンスも「神に誓って言うが、世界中で、そう本当に世界中で、どこに行っても『あの映画は私の人生を変えた』と言ってくれる人たちがいる」と語っている。スティーヴン・キングもまたインタビューにおいて「あれが（私の原作映画の中で）私にとって最高の映画ではないにしてもトップ2、3には入るものであって、映画に関するアンケートでは上位にランクインすることを踏まえれば映画ファンたちの中ではおそらく最高の映画なんでしょう。私はこの作品でそうしたことが起こるなんて思いもしなかった」と述べている。2014年のバラエティ誌の記事では、ロビンスが南アフリカの元大統領ネルソン・マンデラから、この映画が大好きだ（love）と言われたと述べている。また、ジョニー・ウィルキンソン（イギリス）、アグスティン・ピチョット（アルゼンチン）、アル・シャロン（カナダ）、ダン・ライル（アメリカ） などのスポーツ選手や、ヨーク公爵夫人セーラ・ファーガソンも本作から影響を受けていることを明かしている。
ガントンは、モロッコ、オーストラリア、南米、ドイツ、フランス、ボラボラ島などでファンに出会ったと語っている。スティーヴン・スピルバーグは、本作を「チューインガムのような映画で、踏めば靴にくっつく」と評した。ダラボンは映画公開25周年において、古い世代が若い世代と映画を共有することが、長く支持されることに貢献していると語っている。
IMDb（インターネット・ムービー・データベース）のユーザー投票によるトップ250では、2008年に『ゴッドファーザー』を抜いて1位となり、1990年代後半からトップかそれに近い位置を維持し続けている。イギリスではエンパイア誌の読者が本作を1990年代のベスト、2006年には史上最高の映画として選出し、2008年の「史上最高の映画500」と2017年の「最高の映画100」では共に4位にランクインしている。2011年3月には、BBCラジオ1とBBCラジオ1Xtraのリスナーが選ぶ「史上最も好きな映画」に選ばれている。エンパイア誌が行なっているトップ100ランキングの常連であり、Sky UKによる2013年の投票ではアカデミー賞作品賞を受賞しなかった最も偉大な映画に選ばれ、2015年のYouGovの投票ではイギリスで最も好きな映画にランクインした。英国映画協会がYouGovの世論調査の年齢層別の内訳を分析したところ、本作はどの層でもトップではなかったが、『パルプ・フィクション』が若年層に、『風と共に去りぬ』（1939年）が年配層に好まれたのとは異なり、すべての層のトップ15に登場した唯一の作品であり、調査の対象となった全年齢層間で繋がりを得られる可能性があると指摘されている。
2017年にロンドン・ガトウィック空港が行なったフライト中に観たい映画のアンケートでは第4位に選ばれた。イギリスの映画評論家マーク・カーモードがアメリカの映画ファンにインタビューした際には「宗教的な体験」と比較された。ニュージランドで行われた調査では2015年に最も好きな映画に選ばれた。本作はファンたちから最も長く愛されている映画の一つとみなされている。

## テレビ放送
- 2022年5月20日、日本テレビ系「金曜ロードショー」で、夜9時から11時24分までの30分拡大放送。地上波放送されるのは24年ぶり、金曜ロードショーでは初放送[151]。
- 2023年12月25日、BSテレ東「シネマクラッシュ」

## 日本語吹替
| 役名                                   | 俳優                     | 日本語吹替                                     | 日本語吹替                                       | 日本語吹替 |
| 役名                                   | 俳優                     | ソフト版                                       | TBS版                                            | 機内上映版 |
| -------------------------------------- | ------------------------ | ---------------------------------------------- | ------------------------------------------------ | ---------- |
| アンドリュー・“アンディ”・デュフレーン | ティム・ロビンス         | 大塚芳忠                                       | 安原義人                                         | 平田広明   |
| エリス・ボイド・“レッド”・レディング   | モーガン・フリーマン     | 池田勝                                         | 坂口芳貞                                         | 田中信夫   |
| サミュエル・ノートン刑務所長           | ボブ・ガントン           | 仁内建之                                       | 佐々木勝彦                                       |            |
| ヘイウッド                             | ウィリアム・サドラー     | 江原正士                                       | 喜多川拓郎                                       |            |
| バイロン・ハドリー主任刑務官           | クランシー・ブラウン     | 田中正彦                                       | 銀河万丈                                         | 玄田哲章   |
| トミー・ウィリアムズ                   | ギル・ベローズ           | 真地勇志                                       | 檀臣幸                                           |            |
| ボッグズ・ダイアモンド                 | マーク・ロルストン       | 金尾哲夫                                       | 小杉十郎太                                       |            |
| ブルックス・ヘイトレン                 | ジェームズ・ホイットモア | 宮田光                                         | 小林恭治                                         |            |
| 検察官                                 | ジェフリー・デマン       | 糸博                                           | 有本欽隆                                         |            |
| 日本語版制作スタッフ                   |                          |                                                |                                                  |            |
| 演出                                   |                          | 福永莞爾                                       |                                                  |            |
| 翻訳                                   |                          | 宇津木道子                                     |                                                  |            |
| 制作                                   |                          | クリプリ                                       |                                                  |            |
| 初回放送                               |                          | 2022年5月20日 『金曜ロードショー』 21:00-23:24 | 1997年3月30日 『春の映画スペシャル』 14:00-16:54 |            |

## 舞台版
2009年にイギリスのダブリンにて、デイヴ・ジョーンズとオーウェン・オニールによる共同脚本で舞台化された。
日本において、2013年に河原雅彦演出・喜安浩平脚本で日本初舞台化された。主人公のアンディを成河が、レッドを益岡徹が演じた。また、2014年には先のロンドン版が、オニール脚本、白井晃演出で日本で上演された。主人公アンディを佐々木蔵之介、レッドを國村隼が演じた。